# Бранко Петровић
Бранко Петровић (Београд, 23. септембар 1908 — Београд, 1. јул 1976) био је југословенски и српски фудбалер.

## Биографија
Рођен је 23. септембра 1908. године у Београду. Целу спортску каријеру провео је носећи „црвени“ дрес СК Југославије из Београда, у коме је освојио и две једине титуле националног првака у историји овог клуба (1924. и 1925). Био је дугогодишњи стуб одбране овог клуба, а са 308 званичних утакмица остао је клупски рекордер СК Југославије по броју одиграних утакмица.
На 23 сусрета носио је дрес градсе селекције Београда, трипут је играо и за репрезентацију Југославије. Дебитовао је 27. октобра 1928. против Чехословачке у Прагу, а затим је 8. октобра 1929. играо против Румуније у Букурешту за Балкански куп. Од националног тима опростио се 26. јануара 1930. против Грчке у Атини (резултат 1 : 2), такође за Балкански куп. Све три утакмице за репрезентацију је играо „у пару“ са Милутином Ивковићем.
Дипломирао је на Правном факултету у Београду, а пензионисан је 1966. године. Преминуо је 1. јула 1976. у Београду.

## Наступи за репрезентацију Југославије
| #  | Датум             | Место    | Противник    | Резултат | Гол | Такмичење            |
| -- | ----------------- | -------- | ------------ | -------- | --- | -------------------- |
| 1. | 28. октобар 1928. | Праг     | Чехословачка | 1:7      | 0   | Пријатељска утакмица |
| 2. | 6. октобар 1929.  | Букурешт | Румунија     | 1:2      | 0   | Балкански куп        |
| 3. | 26. јануар 1930.  | Атина    | Грчка        | 1:2      | 0   | Балкански куп        |

## Успеси
- СК Југославија
  - Првенство Југославије: 1924, 1925.